# Specie di Agelenidae
Vengono di seguito descritte tutte le 1153 specie della famiglia di ragni Agelenidae note al dicembre 2012.

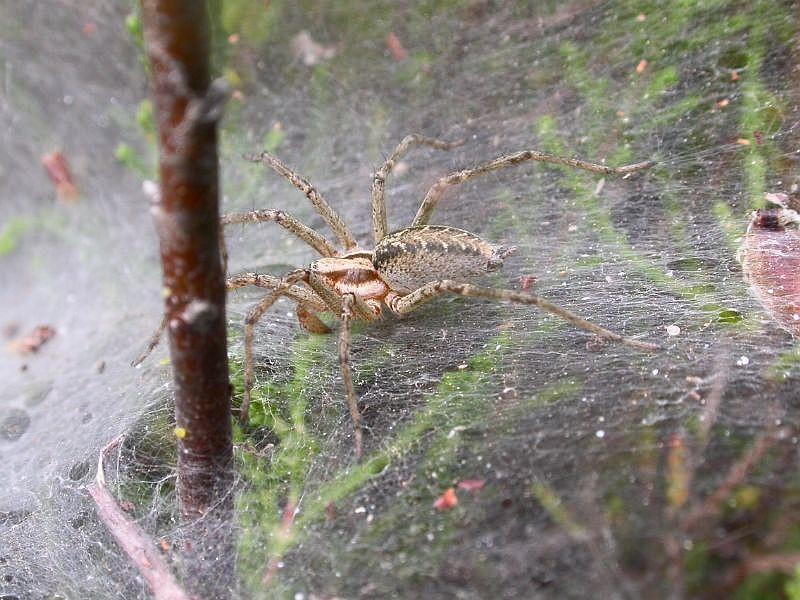
Agelena labyrinthica

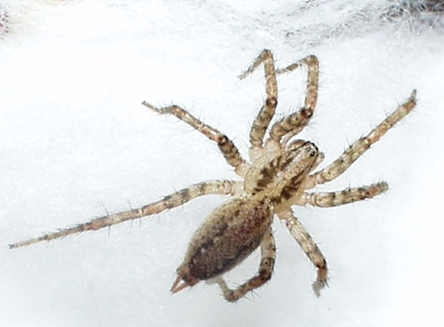
Agelenopsis sp.

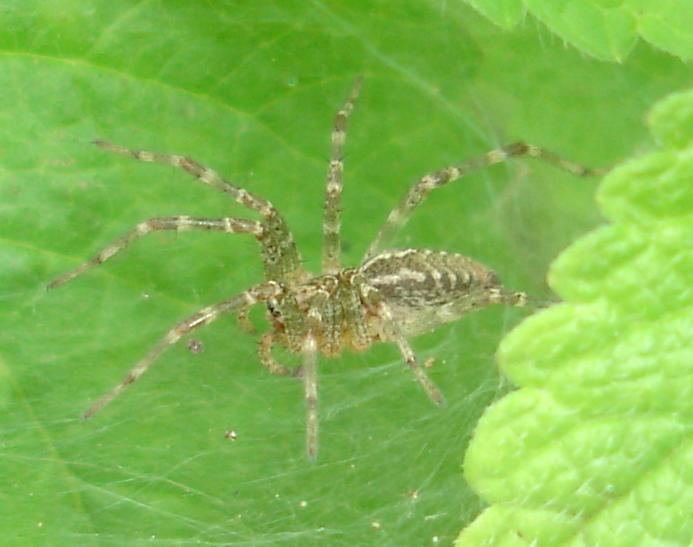
Allagelena opulenta

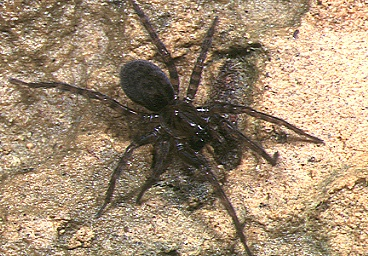
Iwogumoa yaeyamensis - femmina

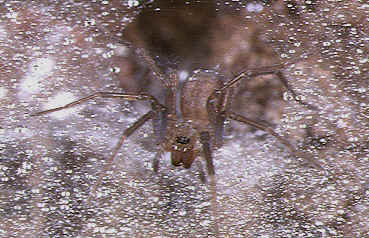
Spiricoelotes urumensis - femmina

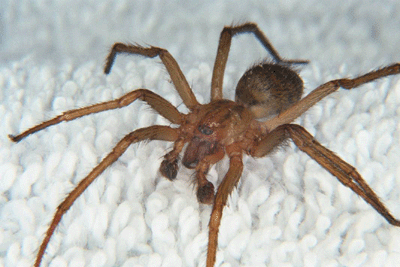
Tegenaria agrestis - maschio

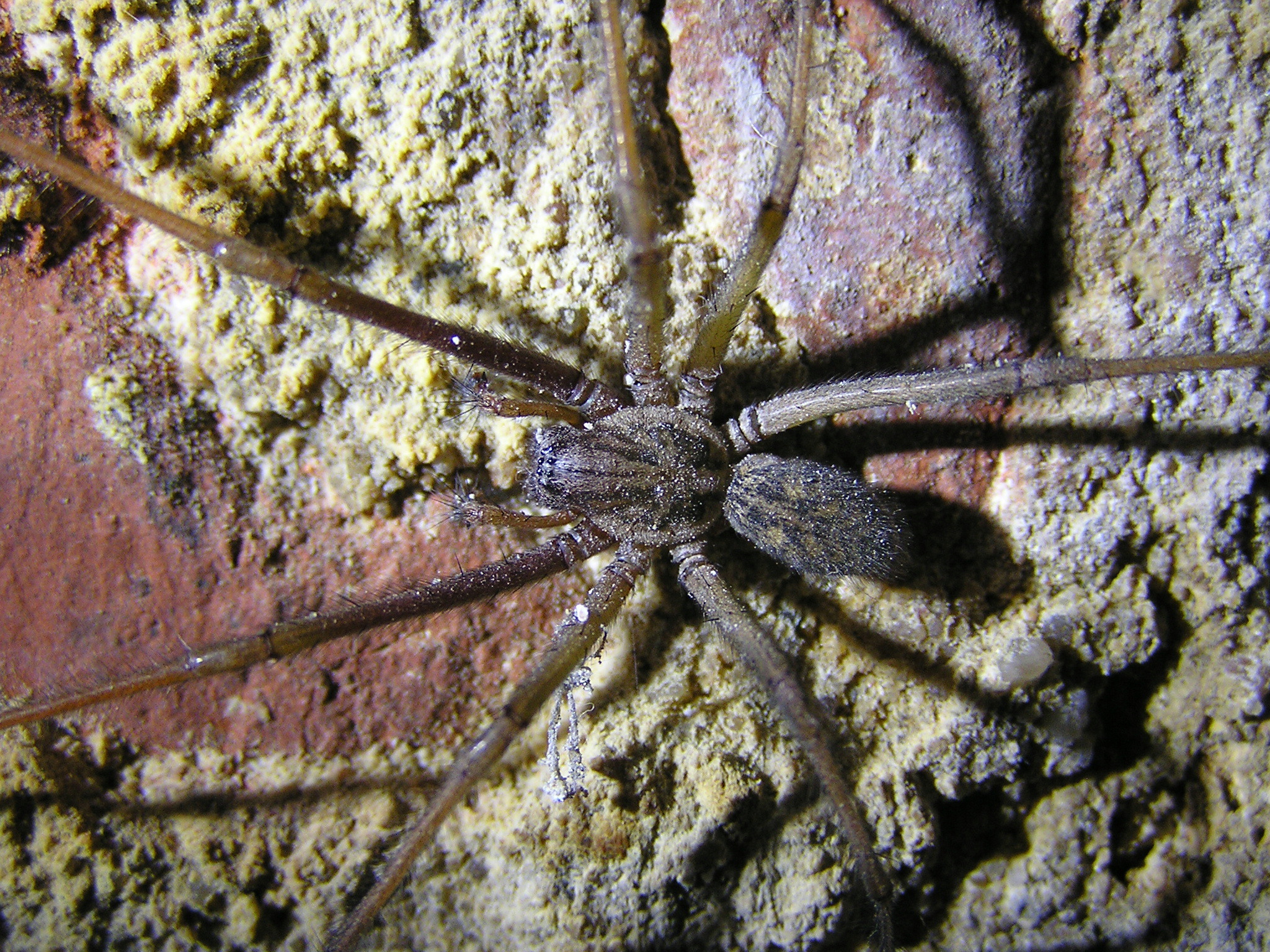
Tegenaria atrica

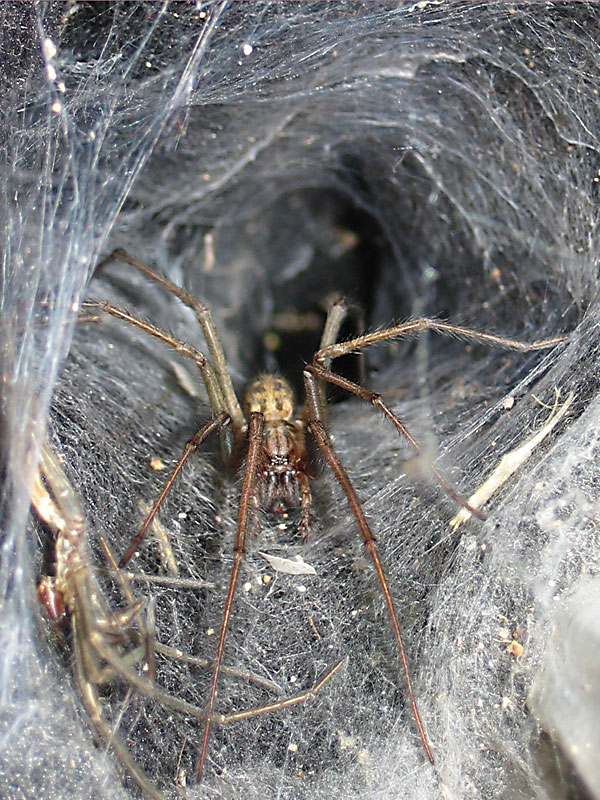
Tegenaria duellica

## Acutipetala
Acutipetala Dankittipakul & Zhang, 2008
- Acutipetala donglini Dankittipakul & Zhang, 2008 — Thailandia
- Acutipetala octoginta Dankittipakul & Zhang, 2008 — Thailandia

## Agelena
Agelena Walckenaer, 1805
- Agelena agelenoides (Walckenaer, 1842) — Mediterraneo occidentale
- Agelena annulipedella Strand, 1913 — Africa centrale
- Agelena atlantea Fage, 1938 — Marocco
- Agelena australis Simon, 1896 — Sudafrica
- Agelena babai Tanikawa, 2005 — Giappone
- Agelena barunae Tikader, 1970 — India
- Agelena bifida Wang, 1997 — Cina
- Agelena borbonica Vinson, 1863 — Réunion
- Agelena canariensis Lucas, 1838 — Isole Canarie, Marocco, Algeria
- Agelena chayu Zhang, Zhu & Song, 2005 — Cina
- Agelena choi Paik, 1965 — Corea
- Agelena consociata Denis, 1965 — Gabon
- Agelena cuspidata Zhang, Zhu & Song, 2005 — Cina
- Agelena doris Hogg, 1922 — Vietnam
- Agelena dubiosa Strand, 1908 — Etiopia, Ruanda
- Agelena fagei Caporiacco, 1949 — Kenya
- Agelena funerea Simon, 1909 — Africa orientale
- Agelena gaerdesi Roewer, 1955 — Namibia
- Agelena gautami Tikader, 1962 — India
- Agelena gomerensis Wunderlich, 1992 — Isole Canarie
- Agelena gonzalezi Schmidt, 1980 — Isole Canarie
- Agelena hirsutissima Caporiacco, 1940 — Etiopia
- Agelena howelli Benoit, 1978 — Tanzania
- Agelena incertissima Caporiacco, 1939 — Etiopia
- Agelena inda Simon, 1897 — India
- Agelena injuria Fox, 1936 — Cina
- Agelena jaundea Roewer, 1955 — Camerun
- Agelena jirisanensis Paik, 1965 — Corea
- Agelena jumbo Strand, 1913 — Africa centrale
  - Agelena jumbo kiwuensis Strand, 1913 — Africa orientale
- Agelena keniana Roewer, 1955 — Kenya
- Agelena kiboschensis Lessert, 1915 — Africa orientale e centrale
- Agelena koreana Paik, 1965 — Corea
- Agelena labyrinthica (Clerck, 1757) — Regione paleartica
- Agelena lawrencei Roewer, 1955 — Zimbabwe
- Agelena limbata Thorell, 1897 — Cina, Corea, Myanmar, Giappone
- Agelena lingua Strand, 1913 — Africa centrale
- Agelena littoricola Strand, 1913 — Africa centrale
- Agelena longimamillata Roewer, 1955 — Mozambico
- Agelena longipes Carpenter, 1900 — introdotto in Inghilterra
- Agelena lukla Nishikawa, 1980 — Nepal
- Agelena maracandensis (Charitonov, 1946) — Asia centrale
- Agelena mengeella Strand, 1942 — Germania
- Agelena mengei Lebert, 1877 — Svizzera
- Agelena moschiensis Roewer, 1955 — Tanzania
- Agelena mossambica Roewer, 1955 — Mozambico
- Agelena nairobii Caporiacco, 1949 — Africa orientale e centrale
- Agelena nigra Caporiacco, 1940 — Etiopia
- Agelena nyassana Roewer, 1955 — Malawi
- Agelena oaklandensis Barman, 1979 — India
- Agelena orientalis C. L. Koch, 1837 — dall'Italia all'Asia centrale, Iran
- Agelena poliosata Wang, 1991 — Cina
- Agelena republicana Darchen, 1967 — Gabon
- Agelena sangzhiensis Wang, 1991 — Cina
- Agelena satmila Tikader, 1970 — India
- Agelena scopulata Wang, 1991 — Cina
- Agelena secsuensis Lendl, 1898 — Cina
- Agelena sherpa Nishikawa, 1980 — Nepal
- Agelena shillongensis Tikader, 1969 — India
- Agelena silvatica Oliger, 1983 — Russia, Cina, Giappone
- Agelena suboculata Simon, 1910 — Namibia
- Agelena tadzhika Andreeva, 1976 — Russia, Asia centrale
- Agelena tenerifensis Wunderlich, 1992 — Isole Canarie
- Agelena tenuella Roewer, 1955 — Camerun
- Agelena tenuis Hogg, 1922 — Vietnam
- Agelena teteana Roewer, 1955 — Mozambico
- Agelena tungchis Lee, 1998 — Taiwan
- Agelena zorica Strand, 1913 — Africa centrale
- Agelena zuluana Roewer, 1955 — Sudafrica

## Agelenella
Agelenella Lehtinen, 1967
- Agelenella pusilla (Pocock, 1903) — Yemen, Socotra

## Agelenopsis
Agelenopsis Giebel, 1869
- Agelenopsis actuosa (Gertsch & Ivie, 1936) — USA, Canada
- Agelenopsis aleenae Chamberlin & Ivie, 1935 — USA
- Agelenopsis aperta (Gertsch, 1934) — USA, Messico
- Agelenopsis emertoni Chamberlin & Ivie, 1935 — USA
- Agelenopsis kastoni Chamberlin & Ivie, 1941 — USA
- Agelenopsis longistyla (Banks, 1901) — USA
- Agelenopsis naevia (Walckenaer, 1842) — USA, Canada
- Agelenopsis oklahoma (Gertsch, 1936) — USA
- Agelenopsis oregonensis Chamberlin & Ivie, 1935 — USA
- Agelenopsis pennsylvanica (C. L. Koch, 1843) — USA
- Agelenopsis potteri (Blackwall, 1846) — Nordamerica, introdotto in Russia
- Agelenopsis spatula Chamberlin & Ivie, 1935 — USA
- Agelenopsis utahana (Chamberlin & Ivie, 1933) — USA, Canada, Alaska

## Ageleradix
Ageleradix Xu & Li, 2007
- Ageleradix cymbiforma (Wang, 1991) — Cina
- Ageleradix otiforma (Wang, 1991) — Cina
- Ageleradix schwendingeri Zhang, Li & Xu, 2008 — Cina
- Ageleradix sichuanensis Xu & Li, 2007 — Cina
- Ageleradix sternseptum Zhang, Li & Xu, 2008 — Cina
- Ageleradix zhishengi Zhang, Li & Xu, 2008 — Cina

## Agelescape
Agelescape Levy, 1996
- Agelescape affinis (Kulczyn'ski, 1911) — Turchia, Siria
- Agelescape caucasica Guseinov, Marusik & Koponen, 2005 — Azerbaijan
- Agelescape dunini Guseinov, Marusik & Koponen, 2005 — Azerbaijan
- Agelescape gideoni Levy, 1996 — dalla Turchia ad Israele
- Agelescape levyi Guseinov, Marusik & Koponen, 2005 — Azerbaijan
- Agelescape livida (Simon, 1875) — Mediterraneo
- Agelescape talyshica Guseinov, Marusik & Koponen, 2005 — Azerbaijan

## Ahua
Ahua Forster & Wilton, 1973
- Ahua dentata Forster & Wilton, 1973 — Nuova Zelanda
- Ahua insula Forster & Wilton, 1973 — Nuova Zelanda
- Ahua kaituna Forster & Wilton, 1973 — Nuova Zelanda
- Ahua vulgaris Forster & Wilton, 1973 — Nuova Zelanda

## Allagelena
Allagelena Zhang, Zhu & Song, 2006
- Allagelena bistriata (Grube, 1861) — Cina
- Allagelena difficilis (Fox, 1936) — Cina, Corea
- Allagelena donggukensis (Kim, 1996) — Corea, Giappone
- Allagelena gracilens (C. L. Koch, 1841) — Europa centrale, dal Mediterraneo all'Asia centrale
- Allagelena monticola Chami-Kranon, Likhitrakarn & Dankittipakul, 2007 — Thailandia
- Allagelena opulenta (L. Koch, 1878) — Cina, Corea, Taiwan, Giappone

## Alloclubionoides
Alloclubionoides Paik, 1992
- Alloclubionoides amurensis (Ovtchinnikov, 1999) — Russia
- Alloclubionoides bifidus (Paik, 1976) — Corea
- Alloclubionoides circinalis (Gao et al., 1993) — Cina
- Alloclubionoides cochlea (Kim, Lee & Kwon, 2007) — Corea
- Alloclubionoides coreanus Paik, 1992 — Corea
- Alloclubionoides dimidiatus (Paik, 1974) — Corea
- Alloclubionoides euini (Paik, 1976) — Corea
- Alloclubionoides grandivulvus (Yaginuma, 1969) — Giappone
- Alloclubionoides jaegeri (Kim, 2007) — Corea
- Alloclubionoides jirisanensis Kim, 2009 — Corea
- Alloclubionoides kimi (Paik, 1974) — Corea
- Alloclubionoides lunatus (Paik, 1976) — Corea
- Alloclubionoides mandzhuricus (Ovtchinnikov, 1999) — Russia
- Alloclubionoides meniscatus (Zhu & Wang, 1991) — Cina
- Alloclubionoides napolovi (Ovtchinnikov, 1999) — Russia
- Alloclubionoides nariceus (Zhu & Wang, 1994) — Cina
- Alloclubionoides ovatus (Paik, 1976) — Corea
- Alloclubionoides paiki (Ovtchinnikov, 1999) — Russia
- Alloclubionoides paikwunensis (Kim & Jung, 1993) — Corea
- Alloclubionoides pseudonariceus (Zhang, Zhu & Song, 2007) — Cina
- Alloclubionoides quadrativulvus (Paik, 1974) — Corea
- Alloclubionoides rostratus (Song et al., 1993) — Cina
- Alloclubionoides solea Kim & Kim, 2012 — Corea
- Alloclubionoides terdecimus (Paik, 1978) — Corea
- Alloclubionoides triangulatus (Zhang, Zhu & Song, 2007) — Cina
- Alloclubionoides trisaccatus (Zhang, Zhu & Song, 2007) — Cina
- Alloclubionoides wolchulsanensis Kim, 2009 — Corea

## Aterigena
Aterigena Bolzern, Hänggi & Burckhardt, 2010
- Aterigena aculeata (Wang, 1992) — Cina
- Aterigena aliquoi (Brignoli, 1971) — Sicilia
- Aterigena aspromontensis Bolzern, Hänggi & Burckhardt, 2010 — Italia
- Aterigena ligurica (Simon, 1916) — Francia, Italia
- Aterigena soriculata (Simon, 1873) — Corsica, Sardegna

## Azerithonica
Azerithonica Guseinov, Marusik & Koponen, 2005
- Azerithonica hyrcanica Guseinov, Marusik & Koponen, 2005 — Azerbaijan

## Barronopsis
Barronopsis Chamberlin & Ivie, 1941
- Barronopsis arturoi Alayón, 1993 — Cuba
- Barronopsis barrowsi (Gertsch, 1934) — USA
- Barronopsis floridensis (Roth, 1954) — USA, Isole Bahama
- Barronopsis jeffersi (Muma, 1945) — USA
- Barronopsis pelempito Alayón, 2012 — Hispaniola
- Barronopsis stephaniae Stocks, 2009 — USA
- Barronopsis texana (Gertsch, 1934) — USA

## Benoitia
Benoitia Lehtinen, 1967
- Benoitia agraulosa (Wang & Wang, 1991) — Cina
- Benoitia bornemiszai (Caporiacco, 1947) — Africa orientale
- Benoitia deserticola (Simon, 1910) — Namibia, Botswana
- Benoitia lepida (O. P.-Cambridge, 1876) — Africa settentrionale, Cipro, Israele, Yemen
- Benoitia ocellata (Pocock, 1900) — Africa meridionale
- Benoitia raymondeae (Lessert, 1915) — Africa orientale
- Benoitia rhodesiae (Pocock, 1901) — Africa meridionale
- Benoitia timida (Audouin, 1826) — Egitto, Israele
- Benoitia upembana (Roewer, 1955) — Congo

## Bifidocoelotes
Bifidocoelotes Wang, 2002
- Bifidocoelotes bifidus (Wang, Tso & Wu, 2001) — Taiwan
- Bifidocoelotes primus (Fox, 1937) — Hong Kong

## Calilena
Calilena Chamberlin & Ivie, 1941
- Calilena absoluta (Gertsch, 1936) — USA
- Calilena adna Chamberlin & Ivie, 1941 — USA
- Calilena angelena Chamberlin & Ivie, 1941 — USA
- Calilena arizonica Chamberlin & Ivie, 1941 — USA
- Calilena californica (Banks, 1896) — USA
- Calilena gertschi Chamberlin & Ivie, 1941 — USA
- Calilena gosoga Chamberlin & Ivie, 1941 — USA
- Calilena magna Chamberlin & Ivie, 1941 — USA
- Calilena nita Chamberlin & Ivie, 1941 — USA
- Calilena peninsulana (Banks, 1898) — Mexico
- Calilena restricta Chamberlin & Ivie, 1941 — USA
  - Calilena restricta dixiana Chamberlin & Ivie, 1941 — USA
- Calilena saylori Chamberlin & Ivie, 1941 — USA
- Calilena siva Chamberlin & Ivie, 1941 — USA
- Calilena stylophora Chamberlin & Ivie, 1941 — USA
  - Calilena stylophora laguna Chamberlin & Ivie, 1941 — USA
  - Calilena stylophora oregona Chamberlin & Ivie, 1941 — USA
  - Calilena stylophora pomona Chamberlin & Ivie, 1941 — USA
- Calilena umatilla Chamberlin & Ivie, 1941 — USA
  - Calilena umatilla schizostyla Chamberlin & Ivie, 1941 — USA
- Calilena yosemita Chamberlin & Ivie, 1941 — USA

## Coelotes
Coelotes Blackwall, 1841
- Coelotes acerbus Liu, Li & Pham, 2010 — Vietnam
- Coelotes acicularis Wang, Griswold & Ubick, 2009 — Cina
- Coelotes aguniensis Shimojana, 2000 — Isole Ryukyu
- Coelotes akakinaensis Shimojana, 2000 — Isole Ryukyu
- Coelotes albimontanus Nishikawa, 2009 — Giappone
- Coelotes alpinus Polenec, 1972 — Italia, Austria, Slovenia
- Coelotes amamiensis Shimojana, 1989 — Isole Ryukyu
- Coelotes amplilamnis Saito, 1936 — Cina
- Coelotes antri (Komatsu, 1961) — Giappone
- Coelotes arganoi Brignoli, 1978 — Turchia
- Coelotes aritai Nishikawa, 2009 — Giappone
- Coelotes atropos (Walckenaer, 1830) — Europa 
  - Coelotes atropos anomalus Hull, 1955 — Gran Bretagna
  - Coelotes atropos silvestris Hull, 1955 — Gran Bretagna
- Coelotes bifurcatus Okumura & Ono, 2006 — Giappone
- Coelotes brachiatus Wang et al., 1990 — Cina
- Coelotes brevis Xu & Li, 2007 — Cina
- Coelotes capacilimbus Xu & Li, 2006 — Cina
- Coelotes caudatus de Blauwe, 1973 — Libano
- Coelotes cavernalis Huang, Peng & Li, 2002 — Cina
- Coelotes cavicola (Komatsu, 1961) — Giappone
- Coelotes charitonovi Spassky, 1939 — Asia centrale
- Coelotes chenzhou Zhang & Yin, 2001 — Cina
- Coelotes coenobita Brignoli, 1978 — Turchia
- Coelotes colosseus Xu & Li, 2007 — Cina
- Coelotes conversus Xu & Li, 2006 — Cina
- Coelotes cornutus Nishikawa, 2009 — Giappone
- Coelotes curvilamnis Ovtchinnikov, 2001 — Asia centrale
  - Coelotes curvilamnis alatauensis Ovtchinnikov, 2001 — Asia centrale
  - Coelotes curvilamnis boomensis Ovtchinnikov, 2001 — Asia centrale
- Coelotes cylistus Peng & Wang, 1997 — Cina
- Coelotes decolor Nishikawa, 1973 — Giappone
- Coelotes doii Nishikawa, 2009 — Giappone
- Coelotes dormans Nishikawa, 2009 — Giappone
- Coelotes eharai Arita, 1976 — Giappone
- Coelotes enasanus Nishikawa, 2009 — Giappone
- Coelotes exilis Nishikawa, 2009 — Giappone
- Coelotes exitialis L. Koch, 1878 — Corea, Giappone
- Coelotes filamentaceus Tang, Yin & Zhang, 2002 — Cina
- Coelotes forficatus Liu & Li, 2010 — Cina
- Coelotes furvus Liu, Li & Pham, 2010 — Vietnam
- Coelotes galeiformis Wang et al., 1990 — Cina
- Coelotes gifuensis Nishikawa, 2009 — Giappone
- Coelotes globasus (Wang, Peng & Kim, 1996) — Cina
- Coelotes gotoensis Okumura, 2007 — Giappone
- Coelotes guangxian Zhang et al., 2003 — Cina
- Coelotes guttatus Wang et al., 1990 — Cina
- Coelotes hachijoensis Ono, 2008 — Giappone
- Coelotes hamamurai Yaginuma, 1967 — Giappone
- Coelotes hataensis Nishikawa, 2009 — Giappone
- Coelotes hengshanensis Tang & Yin, 2003 — Cina
- Coelotes hexommatus (Komatsu, 1957) — Giappone
- Coelotes hikonensis Nishikawa, 2009 — Giappone
- Coelotes hiradoensis Okumura & Ono, 2006 — Giappone
- Coelotes hiratsukai Arita, 1976 — Giappone
- Coelotes hiruzenensis Nishikawa, 2009 — Giappone
- Coelotes hiurai Nishikawa, 2009 — Giappone
- Coelotes ibukiensis Nishikawa, 2009 — Giappone
- Coelotes icohamatus Zhu & Wang, 1991 — Cina
- Coelotes iharai Okumura, 2007 — Giappone
- Coelotes iheyaensis Shimojana, 2000 — Isole Ryukyu
- Coelotes ikiensis Nishikawa, 2009 — Giappone
- Coelotes inabaensis Arita, 1974 — Giappone
- Coelotes indistinctus Xu & Li, 2006 — Cina
- Coelotes insulanus Shimojana, 2000 — Isole Ryukyu
- Coelotes italicus Kritscher, 1956 — Italia
- Coelotes iyoensis Nishikawa, 2009 — Giappone
- Coelotes izenaensis Shimojana, 2000 — Isole Ryukyu
- Coelotes jucundus Chen & Zhao, 1997 — Cina
- Coelotes juglandicola Ovtchinnikov, 1984 — Kyrgyzstan
- Coelotes kagaensis Nishikawa, 2009 — Giappone
- Coelotes kakeromaensis Shimojana, 2000 — Isole Ryukyu
- Coelotes katsurai Nishikawa, 2009 — Giappone
- Coelotes keramaensis Shimojana, 2000 — Isole Ryukyu
- Coelotes kimi Kim & Park, 2009 — Giappone
- Coelotes kintaroi Nishikawa, 1983 — Giappone
- Coelotes kirgisicus Ovtchinnikov, 2001 — Asia centrale
- Coelotes kitazawai Yaginuma, 1972 —  Giappone
- Coelotes kumejimanus Shimojana, 2000 — Isole Ryukyu
- Coelotes kumensis Shimojana, 1989 — Isole Ryukyu
- Coelotes lamellatus Nishikawa, 2009 — Giappone
- Coelotes luculli Brignoli, 1978 — Turchia
- Coelotes maculatus Zhang, Peng & Kim, 1997 — Cina
- Coelotes mastrucatus Wang et al., 1990 — Cina
- Coelotes mediocris Kulczynski, 1887 — Svizzera, Italia, Ucraina
- Coelotes micado Strand, 1907 — Giappone
- Coelotes microps Schenkel, 1963 — Cina
- Coelotes minobusanus Nishikawa, 2009 — Giappone
- Coelotes minoensis Nishikawa, 2009 — Giappone
- Coelotes miyakoensis Shimojana, 2000 — Isole Ryukyu
- Coelotes modestus Simon, 1880 — Cina, Giappone
- Coelotes mohrii Nishikawa, 2009 — Giappone
- Coelotes motobuensis Shimojana, 2000 — Isole Ryukyu
- Coelotes multannulatus Zhang et al., 2006 — Cina
- Coelotes musashiensis Nishikawa, 1989 — Giappone
- Coelotes nagaraensis Nishikawa, 2009 — Giappone
- Coelotes nasensis Shimojana, 2000 — Isole Ryukyu
- Coelotes nazuna Nishikawa, 2009 — Giappone
- Coelotes nenilini Ovtchinnikov, 1999 — Asia centrale
- Coelotes ningmingensis Peng et al., 1998 — Cina
- Coelotes notoensis Nishikawa, 2009 — Giappone
- Coelotes obako Nishikawa, 1983 — Giappone
- Coelotes obesus Simon, 1875 — Francia
- Coelotes ogatai Nishikawa, 2009 — Giappone
- Coelotes okinawensis Shimojana, 1989 — Isole Ryukyu
- Coelotes osamui Nishikawa, 2009 — Giappone
- Coelotes osellai de Blauwe, 1973 — Italia
- Coelotes oshimaensis Shimojana, 2000 — Isole Ryukyu
- Coelotes pabulator Simon, 1875 — Francia, Svizzera
- Coelotes pastoralis Ovtchinnikov, 2001 — Asia centrale
- Coelotes pedodentalis Zhang et al., 2006 — Cina
- Coelotes perbrevis Liu, Li & Pham, 2010 — Vietnam
- Coelotes personatus Nishikawa, 1973 — Giappone
- Coelotes pickardi Simon, 1875 — Francia 
  - Coelotes pickardi carpathensis Ovtchinnikov, 1999 — Ucraina
  - Coelotes pickardi pastor Simon, 1875 — Italia
  - Coelotes pickardi tirolensis (Kulczynski, 1906) — Svizzera, Italia, Ucraina
- Coelotes plancyi Simon, 1880 — Cina
- Coelotes poleneci Wiehle, 1964 — Austria, Slovenia
- Coelotes polyedricus Liu, Li & Pham, 2010 — Vietnam
- Coelotes poweri Simon, 1875 — Francia
- Coelotes processus Xu & Li, 2007 — Cina
- Coelotes progressoridentes Ovtchinnikov, 2001 — Asia centrale
- Coelotes prolixus Wang et al., 1990 — Cina
- Coelotes pseudoguangxian Wang, Griswold & Ubick, 2009 — Cina
- Coelotes pseudoterrestris Schenkel, 1963 — Cina
- Coelotes pseudoyunnanensis Wang, Griswold & Ubick, 2009 — Cina
- Coelotes rhododendri Brignoli, 1978 — Turchia
- Coelotes robustior Nishikawa, 2009 — Giappone
- Coelotes robustus Wang et al., 1990 — Cina
- Coelotes rudolfi (Schenkel, 1925) — Svizzera
- Coelotes rugosus (Wang, Peng & Kim, 1996) — Cina
- Coelotes saccatus Peng & Yin, 1998 — Cina
- Coelotes sanoi Nishikawa, 2009 — Giappone
- Coelotes sawadai Nishikawa, 2009 — Giappone
- Coelotes septus Wang et al., 1990 — Cina
- Coelotes shimajiriensis Shimojana, 2000 — Isole Ryukyu
- Coelotes simoni Strand, 1907 — Francia
- Coelotes simplex O. P.-Cambridge, 1885 — Yarkand (Taklamakan)
- Coelotes solitarius L. Koch, 1868 — Europa
- Coelotes songae Liu, Li & Pham, 2010 — Vietnam
- Coelotes sordidus Ovtchinnikov, 2001 — Asia centrale
- Coelotes striatilamnis Ovtchinnikov, 2001 — Asia centrale 
  - Coelotes striatilamnis ketmenensis Ovtchinnikov, 2001 — Asia centrale
- Coelotes stylifer Caporiacco, 1935 — Kashmir
- Coelotes suruga Nishikawa, 2009 — Giappone
- Coelotes suthepicus Dankittipakul, Chami-Kranon & Wang, 2005 — Thailandia
- Coelotes takanawaensis Nishikawa, 2009 — Giappone
- Coelotes tarumii Arita, 1976 — Giappone
- Coelotes taurus Nishikawa, 2009 — Giappone
- Coelotes tegenarioides O. P.-Cambridge, 1885 — Yarkand (Taklamakan)
- Coelotes terrestris (Wider, 1834) — Regione paleartica
- Coelotes thailandensis Dankittipakul & Wang, 2003 — Thailandia
- Coelotes tiantongensis Zhang, Peng & Kim, 1997 — Cina
- Coelotes titaniacus Brignoli, 1977 — Grecia
- Coelotes tochigiensis Nishikawa, 2009 — Giappone
- Coelotes tojoi Nishikawa, 2009 — Giappone
- Coelotes tokaraensis Shimojana, 2000 — Isole Ryukyu
- Coelotes tokunoshimaensis Shimojana, 2000 — Isole Ryukyu
- Coelotes tominagai Nishikawa, 2009 — Giappone
- Coelotes tonakiensis Shimojana, 2000 — Isole Ryukyu
- Coelotes towaensis Nishikawa, 2009 — Giappone
- Coelotes transiliensis Ovtchinnikov, 2001 — Asia centrale
- Coelotes troglocaecus Shimojana & Nishihira, 2000 — Okinawa
- Coelotes turkestanicus Ovtchinnikov, 1999 — Asia centrale
- Coelotes undulatus Hu & Wang, 1990 — Cina
- Coelotes unicatus Yaginuma, 1977 — Giappone
- Coelotes uozumii Nishikawa, 2002 — Giappone
- Coelotes vallei Brignoli, 1977 — Italia
- Coelotes vestigialis Xu & Li, 2007 — Cina
- Coelotes vignai Brignoli, 1978 — Turchia
- Coelotes wangi Chen & Zhao, 1997 — Cina
- Coelotes wugeshanensis Zhang, Yin & Kim, 2000 — Cina
- Coelotes xinjiangensis Hu, 1992 — Cina
- Coelotes yaginumai Nishikawa, 1972 — Giappone
- Coelotes yahagiensis Nishikawa, 2009 — Giappone
- Coelotes yambaruensis Shimojana, 2000 — Isole Ryukyu
- Coelotes yanhengmei Wang, Griswold & Ubick, 2009 — Giappone
- Coelotes yanlingensis Zhang, Yin & Kim, 2000 — Cina
- Coelotes yodoensis Nishikawa, 1977 — Giappone
- Coelotes yunnanensis Schenkel, 1963 — Cina
- Coelotes zaoensis Nishikawa, 2009 — Giappone

## Coras
Coras Simon, 1898
- Coras aerialis Muma, 1946 — USA
- Coras alabama Muma, 1946 — USA
- Coras angularis Muma, 1944 — USA
- Coras cavernorum Barrows, 1940 — USA
- Coras crescentis Muma, 1944 — USA
- Coras furcatus Muma, 1946 — USA
- Coras juvenilis (Keyserling, 1881) — USA
- Coras kisatchie Muma, 1946 — USA
- Coras lamellosus (Keyserling, 1887) — USA
- Coras medicinalis (Hentz, 1821) — USA, Canada
- Coras montanus (Emerton, 1890) — USA, Canada
- Coras parallelis Muma, 1944 — USA
- Coras perplexus Muma, 1946 — USA
- Coras taugynus Chamberlin, 1925 — USA
- Coras tennesseensis Muma, 1946 — USA

## Draconarius
Draconarius Ovtchinnikov, 1999
- Draconarius abbreviatus Dankittipakul & Wang, 2003 — Thailandia
- Draconarius absentis Wang, 2003 — Cina
- Draconarius acidentatus (Peng & Yin, 1998) — Cina
- Draconarius acutus Xu & Li, 2008 — Cina
- Draconarius adligansus (Peng & Yin, 1998) — Cina
- Draconarius adnatus Wang, Griswold & Miller, 2010 — Cina
- Draconarius agrestis Wang, 2003 — Cina
- Draconarius altissimus (Hu, 2001) — Cina
- Draconarius anceps Wang, Griswold & Miller, 2010 — Cina
- Draconarius anthonyi Dankittipakul & Wang, 2003 — Thailandia
- Draconarius arcuatus (Chen, 1984) — Cina
- Draconarius argenteus (Wang et al., 1990) — Cina
- Draconarius aspinatus (Wang et al., 1990) — Cina
- Draconarius auriculatus Xu & Li, 2006 — Cina
- Draconarius auriformis Xu & Li, 2007 — Cina
- Draconarius australis Dankittipakul, Sonthichai & Wang, 2006 — Thailandia
- Draconarius bannaensis Liu & Li, 2010 — Cina
- Draconarius baronii (Brignoli, 1978) — Bhutan
- Draconarius baxiantaiensis Wang, 2003 — Cina
- Draconarius beloniforis Wang & Martens, 2009 — Nepal
- Draconarius bifarius Wang & Martens, 2009 — Nepal
- Draconarius bituberculatus (Wang et al., 1990) — Cina
- Draconarius bounnami Wang & Jäger, 2008 — Laos
- Draconarius brachialis Xu & Li, 2007 — Cina
- Draconarius brevikarenos Wang & Martens, 2009 — Nepal
- Draconarius brunneus (Hu & Li, 1987) — Cina
- Draconarius calcariformis (Wang, 1994) — Cina
- Draconarius capitellus Wang & Martens, 2009 — Nepal
- Draconarius capitulatus Wang, 2003 — Cina
- Draconarius carinatus (Wang et al., 1990) — Cina
- Draconarius catillus Wang, Griswold & Miller, 2010 — Cina
- Draconarius chaiqiaoensis (Zhang, Peng & Kim, 1997) — Cina
- Draconarius cheni (Platnick, 1989) — Cina
- Draconarius clavellatus Liu, Li & Pham, 2010 — Vietnam
- Draconarius cochleariformis Liu & Li, 2009 — Cina
- Draconarius colubrinus Zhang, Zhu & Song, 2002 — Cina
- Draconarius communis Wang & Martens, 2009 — Nepal
- Draconarius complanatus Xu & Li, 2008 — Cina
- Draconarius condocephalus Wang & Martens, 2009 — Nepal
- Draconarius confusus Wang & Martens, 2009 — Nepal
- Draconarius contiguus Wang & Martens, 2009 — Nepal
- Draconarius coreanus (Paik & Yaginuma, 1969) — Corea
- Draconarius cucphuongensis Liu, Li & Pham, 2010 — Vietnam
- Draconarius curiosus Wang, 2003 — Cina
- Draconarius curvabilis Wang & Jäger, 2007 — Cina
- Draconarius curvus Wang, Griswold & Miller, 2010 — Cina
- Draconarius cylindratus Wang & Martens, 2009 — Nepal
- Draconarius dapaensis Wang & Martens, 2009 — Nepal
- Draconarius davidi (Schenkel, 1963) — Cina
- Draconarius degeneratus (Liu & Li, 2009) — Cina
- Draconarius denisi (Schenkel, 1963) — Cina
- Draconarius digituliscaput Chen, Zhu & Kim, 2008 — Cina
- Draconarius digitusiformis (Wang et al., 1990) — Cina
- Draconarius disgregus Wang, 2003 — Cina
- Draconarius dissitus Wang, 2003 — Cina
- Draconarius distinctus Wang & Martens, 2009 — Nepal
- Draconarius dorsicephalus Wang & Martens, 2009 — Nepal
- Draconarius dubius Wang, 2003 — Cina
- Draconarius duplus Wang, Griswold & Miller, 2010 — Cina
- Draconarius elatus Dankittipakul & Wang, 2004 — Thailandia
- Draconarius ellipticus Liu, Li & Pham, 2010 — Vietnam
- Draconarius episomos Wang, 2003 — Cina
- Draconarius euryembolus Wang, Griswold & Miller, 2010 — Cina
- Draconarius everesti (Hu, 2001) — Cina
- Draconarius exiguus Liu & Li, 2010 — Cina
- Draconarius exilis Zhang, Zhu & Wang, 2005 — Cina
- Draconarius expansus Xu & Li, 2008 — Cina
- Draconarius falcatus Xu & Li, 2006 — Cina
- Draconarius flos Wang & Jäger, 2007 — Cina
- Draconarius gigas Wang, Griswold & Miller, 2010 — Cina
- Draconarius globulatus Chami-Kranon, Sonthichai & Wang, 2006 — Thailandia
- Draconarius gorkhaensis Wang & Martens, 2009 — Nepal
- Draconarius griswoldi Wang, 2003 — Cina
- Draconarius guizhouensis (Peng, Li & Huang, 2002) — Cina
- Draconarius guoi Wang, Griswold & Miller, 2010 — Cina
- Draconarius gurkha (Brignoli, 1976) — Nepal
- Draconarius gyriniformis (Wang & Zhu, 1991) — Cina
- Draconarius hallaensis Kim & Lee, 2007 — Corea
- Draconarius hangzhouensis (Chen, 1984) — Cina
- Draconarius hanoiensis Wang & Jäger, 2008 — Vietnam
- Draconarius haopingensis Wang, 2003 — Cina
- Draconarius himalayaensis (Hu, 2001) — Cina
- Draconarius hui (Dankittipakul & Wang, 2003) — Cina
- Draconarius huizhunesis (Wang & Xu, 1988) — Cina
- Draconarius huongsonensis Wang & Jäger, 2008 — Vietnam
- Draconarius immensus Xu & Li, 2006 — Cina
- Draconarius improprius Wang, Griswold & Miller, 2010 — Cina
- Draconarius incertus Wang, 2003 — Cina
- Draconarius infulatus (Wang et al., 1990) — Cina
- Draconarius inthanonensis Dankittipakul & Wang, 2003 — Thailandia
- Draconarius introhamatus (Xu & Li, 2006) — Cina
- Draconarius jianfenglingensis Liu & Li, 2009 — Cina
- Draconarius jiangyongensis (Peng, Gong & Kim, 1996) — Cina
- Draconarius kavanaughi Wang, Griswold & Miller, 2010 — Cina
- Draconarius kayasanensis (Paik, 1972) — Corea
- Draconarius labiatus (Wang & Ono, 1998) — Taiwan
- Draconarius laohuanglongensis (Liu & Li, 2009) — Cina
- Draconarius latellai Marusik & Ballarin, 2011 — Pakistan
- Draconarius lateralis Dankittipakul & Wang, 2004 — Thailandia
- Draconarius laticavus Wang, Griswold & Miller, 2010 — Cina
- Draconarius latidens Wang & Jäger, 2008 — Laos
- Draconarius latiforus Wang & Martens, 2009 — Nepal
- Draconarius latusincertus Wang, Griswold & Miller, 2010 — Cina
- Draconarius levyi Wang, Griswold & Miller, 2010 — Cina
- Draconarius lini Liu & Li, 2009 — Cina
- Draconarius linxiaensis Wang, 2003 — Cina
- Draconarius linzhiensis (Hu, 2001) — Cina
- Draconarius longissimus Liu, Li & Pham, 2010 — Vietnam
- Draconarius longlingensis Wang, Griswold & Miller, 2010 — Cina
- Draconarius lutulentus (Wang et al., 1990) — Cina
- Draconarius magicus Liu, Li & Pham, 2010 — Vietnam
- Draconarius magnarcuatus Xu & Li, 2008 — Cina
- Draconarius magniceps (Schenkel, 1936) — Cina
- Draconarius meganiger Wang & Martens, 2009 — Nepal
- Draconarius microcoelotes Wang & Martens, 2009 — Nepal
- Draconarius mikrommatos Wang, Griswold & Miller, 2010 — Cina
- Draconarius molluscus (Wang et al., 1990) — Cina
- Draconarius monticola Dankittipakul, Sonthichai & Wang, 2006 — Thailandia
- Draconarius montis Dankittipakul, Sonthichai & Wang, 2006 — Thailandia
- Draconarius mupingensis Xu & Li, 2006 — Cina
- Draconarius nanyuensis (Peng & Yin, 1998) — Cina
- Draconarius naranensis Ovtchinnikov, 2005 — Pakistan
- Draconarius neixiangensis (Hu, Wang & Wang, 1991) — Cina
- Draconarius noctulus (Wang el al., 1991) — Cina
- Draconarius nudulus Wang, 2003 — Cina
- Draconarius olorinus Wang, Griswold & Miller, 2010 — Cina
- Draconarius ornatus (Wang et al., 1990) — Cina
- Draconarius ovillus Xu & Li, 2007 — Cina
- Draconarius pakistanicus Ovtchinnikov, 2005 — Pakistan
- Draconarius panchtharensis Wang & Martens, 2009 — Nepal
- Draconarius papai Chami-Kranon, Sonthichai & Wang, 2006 — Thailandia
- Draconarius papillatus Xu & Li, 2006 — Cina
- Draconarius paraepisomos Wang & Martens, 2009 — Nepal
- Draconarius paralateralis Dankittipakul & Wang, 2004 — Thailandia
- Draconarius parallelus Liu & Li, 2009 — Cina
- Draconarius paraspiralis Wang, Griswold & Miller, 2010 — Cina
- Draconarius paraterebratus Wang, 2003 — Cina
- Draconarius paratrifasciatus Wang & Jäger, 2007 — Cina
- Draconarius patellabifidus Wang, 2003 — Cina
- Draconarius penicillatus (Wang et al., 1990) — Cina
- Draconarius peregrinus Xie & Chen, 2011 — Cina
- Draconarius pervicax (Hu & Li, 1987) — Cina
- Draconarius phuhin Dankittipakul, Sonthichai & Wang, 2006 — Thailandia
- Draconarius phulchokiensis Wang & Martens, 2009 — Nepal
- Draconarius picta (Hu, 2001) — Cina
- Draconarius postremus Wang & Jäger, 2008 — Laos
- Draconarius potanini (Schenkel, 1963) — Cina
- Draconarius promontorioides Dankittipakul & Wang, 2008 — Thailandia
- Draconarius promontorius Dankittipakul, Sonthichai & Wang, 2006 — Thailandia
- Draconarius proximus Chen, Zhu & Kim, 2008 — Cina
- Draconarius pseudoagrestis Wang, Griswold & Miller, 2010 — Cina
- Draconarius pseudobrunneus Wang, 2003 — Cina
- Draconarius pseudocapitulatus Wang, 2003 — Cina
- Draconarius pseudoclavellatus Liu, Li & Pham, 2010 — Vietnam
- Draconarius pseudocoreanus Xu & Li, 2008 — Cina
- Draconarius pseudogurkha Wang & Martens, 2009 — Nepal
- Draconarius pseudomeganiger Wang & Martens, 2009 — Nepal
- Draconarius pseudolateralis Dankittipakul & Wang, 2004 — Thailandia
- Draconarius pseudopumilus Liu, Li & Pham, 2010 — Vietnam
- Draconarius pseudospiralis Wang, Griswold & Miller, 2010 — Cina
- Draconarius pseudowuermlii Wang, 2003 — Cina
- Draconarius pumilus Liu, Li & Pham, 2010 — Vietnam
- Draconarius qingzangensis (Hu, 2001) — Cina
- Draconarius quadratus (Wang et al., 1990) — Cina
- Draconarius quattuor Wang, Griswold & Miller, 2010 — Cina
- Draconarius renalis Wang, Griswold & Miller, 2010 — Cina
- Draconarius rimatus Liu, Li & Pham, 2010 — Vietnam
- Draconarius rotulus Liu, Li & Pham, 2010 — Vietnam
- Draconarius rotundus Wang, 2003 — Cina
- Draconarius rufulus (Wang et al., 1990) — Cina
- Draconarius sacculus Wang & Martens, 2009 — Nepal
- Draconarius schawalleri Wang & Martens, 2009 — Nepal
- Draconarius schenkeli (Brignoli, 1978) — Bhutan
- Draconarius schwendingeri Dankittipakul, Sonthichai & Wang, 2006 — Thailandia
- Draconarius semicircularis Liu & Li, 2009 — Cina
- Draconarius semicirculus Wang & Martens, 2009 — Nepal
- Draconarius seorsus Wang & Martens, 2009 — Nepal
- Draconarius siamensis Dankittipakul & Wang, 2003 — Thailandia
- Draconarius sichuanensis Wang & Jäger, 2007 — Cina
- Draconarius silva Dankittipakul, Sonthichai & Wang, 2006 — Thailandia
- Draconarius silvicola Dankittipakul, Sonthichai & Wang, 2006 — Thailandia
- Draconarius simplicidens Wang, 2003 — Cina
- Draconarius simplicifolis Wang & Martens, 2009 — Nepal
- Draconarius singulatus (Wang et al., 1990) — Cina
- Draconarius songi Wang & Jäger, 2008 — Laos
- Draconarius specialis Xu & Li, 2007 — Cina
- Draconarius spinosus Wang & Martens, 2009 — Nepal
- Draconarius spiralis Wang, Griswold & Miller, 2010 — Cina
- Draconarius spirallus Xu & Li, 2007 — Cina
- Draconarius stemmleri (Brignoli, 1978) — Bhutan
- Draconarius streptus (Zhu & Wang, 1994) — Cina
- Draconarius striolatus (Wang et al., 1990) — Cina
- Draconarius strophadatus (Zhu & Wang, 1991) — Cina
- Draconarius subabsentis Xu & Li, 2008 — Cina
- Draconarius subconfusus Wang & Martens, 2009 — Nepal
- Draconarius subepisomos Wang & Martens, 2009 — Nepal
- Draconarius sublutulentus Xu & Li, 2008 — Cina
- Draconarius subrotundus Wang & Martens, 2009 — Nepal
- Draconarius subtitanus (Hu, 1992) — Cina
- Draconarius subulatus Dankittipakul & Wang, 2003 — Thailandia
- Draconarius suttisani Dankittipakul & Wang, 2008 — Thailandia
- Draconarius syzygiatus (Zhu & Wang, 1994) — Cina
- Draconarius tabularis Wang & Jäger, 2008 — Laos
- Draconarius tamdaoensis Liu, Li & Pham, 2010 — Vietnam
- Draconarius tangi Wang, Griswold & Miller, 2010 — Cina
- Draconarius taplejungensis Wang & Martens, 2009 — Nepal
- Draconarius tensus Xu & Li, 2008 — Cina
- Draconarius tentus Dankittipakul, Sonthichai & Wang, 2006 — Thailandia
- Draconarius terebratus (Peng & Wang, 1997) — Cina
- Draconarius testudinatus Wang & Martens, 2009 — Nepal
- Draconarius tiantangensis Xie & Chen, 2011 — Cina
- Draconarius tibetensis Wang, 2003 — Cina
- Draconarius tinjuraensis Wang & Martens, 2009 — Nepal
- Draconarius tongi Xu & Li, 2007 — Cina
- Draconarius tortus Chen, Zhu & Kim, 2008 — Vietnam
- Draconarius transparens Liu, Li & Pham, 2010 — Vietnam
- Draconarius transversus Liu, Li & Pham, 2010 — Vietnam
- Draconarius triatus (Zhu & Wang, 1994) — Cina
- Draconarius tridens Wang, Griswold & Miller, 2010 — Cina
- Draconarius trifasciatus (Wang & Zhu, 1991) — Cina
- Draconarius trinus Wang & Jäger, 2007 — Cina
- Draconarius tritos Wang & Martens, 2009 — Nepal
- Draconarius tryblionatus (Wang & Zhu, 1991) — Cina
- Draconarius tubercularis Xu & Li, 2007 — Cina
- Draconarius turriformis Liu & Li, 2010 — Cina
- Draconarius uncatus (Liu & Li, 2009) — Cina
- Draconarius uncinatus (Wang et al., 1990) — Cina
- Draconarius ventrifurcatus Xu & Li, 2008 — Cina
- Draconarius venustus Ovtchinnikov, 1999 — Tajikistan
- Draconarius volubilis Liu, Li & Pham, 2010 — Vietnam
- Draconarius volutobursarius Wang & Martens, 2009 — Nepal
- Draconarius wenzhouensis (Chen, 1984) — Cina
- Draconarius wrasei Wang & Jäger, 2010 — Cina
- Draconarius wudangensis (Chen & Zhao, 1997) — Cina
- Draconarius wuermlii (Brignoli, 1978) — Bhutan
- Draconarius xuae Wang, Griswold & Miller, 2010 — Cina
- Draconarius yadongensis (Hu & Li, 1987) — Cina
- Draconarius yani Wang, Griswold & Miller, 2010 — Cina
- Draconarius yichengensis Wang, 2003 — Cina
- Draconarius yosiianus (Nishikawa, 1999) — Cina
- Draconarius zonalis Xu & Li, 2008 — Cina

## Femoracoelotes
Femoracoelotes Wang, 2002
- Femoracoelotes latus (Wang, Tso & Wu, 2001) — Taiwan
- Femoracoelotes platnicki (Wang & Ono, 1998) — Taiwan

## Hadites
Hadites Keyserling, 1862
- Hadites tegenarioides Keyserling, 1862 — Croazia

## Himalcoelotes
Himalcoelotes Wang, 2002
- Himalcoelotes aequoreus Wang, 2002 — Nepal
- Himalcoelotes brignolii Wang, 2002 — Bhutan
- Himalcoelotes bursarius Wang, 2002 — Nepal
- Himalcoelotes diatropos Wang, 2002 — Nepal
- Himalcoelotes gyirongensis (Hu & Li, 1987) — Cina, Nepal
- Himalcoelotes martensi Wang, 2002 — Nepal
- Himalcoelotes pirum Wang, 2002 — Nepal
- Himalcoelotes sherpa (Brignoli, 1976) — Nepal
- Himalcoelotes subsherpa Wang, 2002 — Nepal
- Himalcoelotes syntomos Wang, 2002 — Nepal
- Himalcoelotes tortuosus Zhang & Zhu, 2010 — Cina
- Himalcoelotes xizangensis (Hu, 1992) — Cina
- Himalcoelotes zhamensis Zhang & Zhu, 2010 — Cina

## Histopona
Histopona Thorell, 1869
- Histopona bidens (Absolon & Kratochvíl, 1933) — Croazia, Macedonia
- Histopona conveniens (Kulczyn'ski, 1914) — Bosnia-Erzegovina
- Histopona dubia (Absolon & Kratochvíl, 1933) — Croazia, Bosnia-Erzegovina
- Histopona egonpretneri Deeleman-Reinhold, 1983 — Croazia
- Histopona hauseri (Brignoli, 1972) — Grecia
- Histopona isolata Deeleman-Reinhold, 1983 — Creta
- Histopona italica Brignoli, 1977 — Svizzera, Italia
- Histopona krivosijana (Kratochvíl, 1935) — Montenegro
- Histopona laeta (Kulczyn'ski, 1897) — Romania
- Histopona luxurians (Kulczyn'ski, 1897) — Austria, Europa orientale
- Histopona myops (Simon, 1885) — Europa orientale
- Histopona palaeolithica (Brignoli, 1971) — Italia
- Histopona sinuata (Kulczyn'ski, 1897) — Romania
- Histopona strinatii (Brignoli, 1976) — Grecia
- Histopona thaleri Gasparo, 2005 — Grecia
- Histopona torpida (C. L. Koch, 1837) — Europa, Russia
- Histopona tranteevi Deltshev, 1978 — Bulgaria
- Histopona vignai Brignoli, 1980 — Grecia

## Hololena
Hololena Chamberlin & Gertsch, 1929
- Hololena adnexa (Chamberlin & Gertsch, 1929) — USA
- Hololena aduma Chamberlin & Ivie, 1942 — USA
- Hololena altura Chamberlin & Ivie, 1942 — USA
- Hololena atypica Chamberlin & Ivie, 1942 — USA
- Hololena barbarana Chamberlin & Ivie, 1942 — USA
- Hololena curta (McCook, 1894) — USA, Canada, Alaska
- Hololena dana Chamberlin & Ivie, 1942 — USA
- Hololena frianta Chamberlin & Ivie, 1942 — USA
- Hololena furcata (Chamberlin & Gertsch, 1929) — USA
- Hololena hola (Chamberlin, 1928) — USA
- Hololena hopi Chamberlin & Ivie, 1942 — USA
- Hololena lassena Chamberlin & Ivie, 1942 — USA
- Hololena madera Chamberlin & Ivie, 1942 — USA
- Hololena mimoides (Chamberlin, 1919) — USA
- Hololena monterea Chamberlin & Ivie, 1942 — USA
- Hololena nedra Chamberlin & Ivie, 1942 — USA
- Hololena nevada (Chamberlin & Gertsch, 1929) — USA
- Hololena oola Chamberlin & Ivie, 1942 — USA
- Hololena oquirrhensis (Chamberlin & Gertsch, 1930) — USA
- Hololena pacifica (Banks, 1896) — USA
- Hololena parana Chamberlin & Ivie, 1942 — USA
- Hololena pearcei Chamberlin & Ivie, 1942 — USA
- Hololena rabana Chamberlin & Ivie, 1942 — USA
- Hololena santana Chamberlin & Ivie, 1942 — USA
- Hololena septata Chamberlin & Ivie, 1942 — USA
- Hololena sidella Chamberlin & Ivie, 1942 — USA
- Hololena sula Chamberlin & Ivie, 1942 — USA
- Hololena tentativa (Chamberlin & Gertsch, 1929) — USA
- Hololena tulareana Chamberlin & Ivie, 1942 — USA
- Hololena turba Chamberlin & Ivie, 1942 — USA

## Huangyuania
Huangyuania Song & Li, 1990
- Huangyuania tibetana (Hu & Li, 1987) — Cina

## Huka
Huka Forster & Wilton, 1973
- Huka alba Forster & Wilton, 1973 — Nuova Zelanda
- Huka lobata Forster & Wilton, 1973 — Nuova Zelanda
- Huka minima Forster & Wilton, 1973 — Nuova Zelanda
- Huka minuta Forster & Wilton, 1973 — Nuova Zelanda
- Huka pallida Forster & Wilton, 1973 — Nuova Zelanda

## Hypocoelotes
Hypocoelotes Nishikawa, 2009
- Hypocoelotes tumidivulva (Nishikawa, 1980) — Giappone

## Inermocoelotes
Inermocoelotes Wang, 2002
- Inermocoelotes anoplus (Kulczynski, 1897) — Austria, Europa orientale
- Inermocoelotes brevispinus (Deltshev & Dimitrov, 1996) — Bulgaria
- Inermocoelotes deltshevi (Dimitrov, 1996) — Bulgaria
- Inermocoelotes drenskii (Deltshev, 1990) — Bulgaria
- Inermocoelotes falciger (Kulczynski, 1897) — Europa orientale
- Inermocoelotes gasperinii (Simon, 1891) — Croazia
- Inermocoelotes halanensis (Wang, Zhu & Li, 2010) — Croazia
- Inermocoelotes inermis (L. Koch, 1855) — Europa
- Inermocoelotes jurinitschi (Drensky, 1915) — Bulgaria
- Inermocoelotes karlinskii (Kulczynski, 1906) — Europa sudorientale
- Inermocoelotes kulczynskii (Drensky, 1915) — Bulgaria
- Inermocoelotes microlepidus (de Blauwe, 1973) — Italia, Bulgaria
- Inermocoelotes paramicrolepidus (Wang, Zhu & Li, 2010) — Grecia
- Inermocoelotes xinpingwangi (Deltshev, 2009) — Bulgaria

## Iwogumoa
Iwogumoa Kishida, 1955
- Iwogumoa acco (Nishikawa, 1987) — Giappone
- Iwogumoa dicranata (Wang et al., 1990) — Cina
- Iwogumoa ensifer (Wang & Ono, 1998) — Taiwan
- Iwogumoa illustrata (Wang et al., 1990) — Cina
- Iwogumoa insidiosa (L. Koch, 1878) — Corea, Giappone
- Iwogumoa interuna (Nishikawa, 1977) — Corea, Giappone
- Iwogumoa longa (Wang, Tso & Wu, 2001) — Taiwan
- Iwogumoa montivaga (Wang & Ono, 1998) — Taiwan
- Iwogumoa nagasakiensis Okumura, 2007 — Giappone
- Iwogumoa pengi (Ovtchinnikov, 1999) — Cina
- Iwogumoa porta Nishikawa, 2009 — Giappone
- Iwogumoa songminjae (Paik & Yaginuma, 1969) — Russia, Cina, Corea
- Iwogumoa taoyuandong (Bao & Yin, 2004) — Cina
- Iwogumoa tengchihensis (Wang & Ono, 1998) — Taiwan
- Iwogumoa xieae Liu & Li, 2008 — Cina
- Iwogumoa xinhuiensis (Chen, 1984) — Cina, Taiwan
- Iwogumoa yaeyamensis (Shimojana, 1982) — Giappone
- Iwogumoa yushanensis (Wang & Ono, 1998) — Taiwan

## Kidugua
Kidugua Lehtinen, 1967
- Kidugua spiralis Lehtinen, 1967 — Congo

## Leptocoelotes
Leptocoelotes Wang, 2002
- Leptocoelotes edentulus (Wang & Ono, 1998) — Taiwan
- Leptocoelotes pseudoluniformis (Zhang, Peng & Kim, 1997) — Cina

## Lineacoelotes
Lineacoelotes Xu, Li & Wang, 2008
- Lineacoelotes bicultratus (Chen, Zhao & Wang, 1991) — Cina
- Lineacoelotes funiushanensis (Hu, Wang & Wang, 1991) — Cina
- Lineacoelotes longicephalus Xu, Li & Wang, 2008 — Cina
- Lineacoelotes nitidus (Li & Zhang, 2002) — Cina
- Lineacoelotes strenuus Xu, Li & Wang, 2008 — Cina

## Longicoelotes
Longicoelotes Wang, 2002
- Longicoelotes karschi Wang, 2002 — Cina
- Longicoelotes kulianganus (Chamberlin, 1924) — Cina
- Longicoelotes senkakuensis (Shimojana, 2000) — Isole Ryukyu

## Lycosoides
Lycosoides Lucas, 1846
- Lycosoides caparti (de Blauwe, 1980) — Marocco, Algeria
- Lycosoides coarctata (Dufour, 1831) — Mediterraneo
- Lycosoides crassivulva (Denis, 1954) — Marocco
- Lycosoides flavomaculata Lucas, 1846 — Mediterraneo
- Lycosoides instabilis (Denis, 1954) — Marocco
- Lycosoides lehtineni Marusik & Guseinov, 2003 — Azerbaijan
- Lycosoides leprieuri (Simon, 1875) — Algeria, Tunisia
- Lycosoides parva (Denis, 1954) — Marocco
- Lycosoides subfasciata (Simon, 1870) — Marocco, Algeria
- Lycosoides variegata (Simon, 1870) — Spagna, Marocco, Algeria

## Mahura
Mahura Forster & Wilton, 1973
- Mahura accola Forster & Wilton, 1973 — Nuova Zelanda
- Mahura bainhamensis Forster & Wilton, 1973 — Nuova Zelanda
- Mahura boara Forster & Wilton, 1973 — Nuova Zelanda
- Mahura crypta Forster & Wilton, 1973 — Nuova Zelanda
- Mahura detrita Forster & Wilton, 1973 — Nuova Zelanda
- Mahura hinua Forster & Wilton, 1973 — Nuova Zelanda
- Mahura musca Forster & Wilton, 1973 — Nuova Zelanda
- Mahura rubella Forster & Wilton, 1973 — Nuova Zelanda
- Mahura rufula Forster & Wilton, 1973 — Nuova Zelanda
- Mahura scuta Forster & Wilton, 1973 — Nuova Zelanda
- Mahura sorenseni Forster & Wilton, 1973 — Nuova Zelanda
- Mahura southgatei Forster & Wilton, 1973 — Nuova Zelanda
- Mahura spinosa Forster & Wilton, 1973 — Nuova Zelanda
- Mahura spinosoides Forster & Wilton, 1973 — Nuova Zelanda
- Mahura takahea Forster & Wilton, 1973 — Nuova Zelanda
- Mahura tarsa Forster & Wilton, 1973 — Nuova Zelanda
- Mahura turris Forster & Wilton, 1973 — Nuova Zelanda
- Mahura vella Forster & Wilton, 1973 — Nuova Zelanda

## Maimuna
Maimuna Lehtinen, 1967
- Maimuna bovierlapierrei (Kulczyn'ski, 1911) — Libano, Israele
- Maimuna cariae Brignoli, 1978 — Turchia
- Maimuna carmelica Levy, 1996 — Israele
- Maimuna cretica (Kulczyn'ski, 1903) — Grecia, Creta
- Maimuna inornata (O. P.-Cambridge, 1872) — Grecia, Siria, Israele
- Maimuna meronis Levy, 1996 — Israele
- Maimuna vestita (C. L. Koch, 1841) — Mediterraneo orientale

## Malthonica
Malthonica Simon, 1898
- Malthonica africana Simon & Fage, 1922 — Africa orientale
- Malthonica anhela (Brignoli, 1972) — Turchia
- Malthonica annulata (Kulczyn'ski, 1913) — Montenegro
- Malthonica argaeica (Nosek, 1905) — Bulgaria, Turchia
- Malthonica arganoi (Brignoli, 1971) — Italia
- Malthonica balearica Brignoli, 1978 — Isole Baleari
- Malthonica bozhkovi Deltshev, 2008 — Bulgaria
- Malthonica campestris (C. L. Koch, 1834) — dall'Europa all'Azerbaijan
- Malthonica daedali Brignoli, 1980 — Creta
- Malthonica dalmatica (Kulczyn'ski, 1906) — dalla Francia ad Israele
- Malthonica eleonorae (Brignoli, 1974) — Sardegna
- Malthonica epacris (Levy, 1996) — Israele
- Malthonica ferruginea (Panzer, 1804) — Europa, Isole Azzorre
- Malthonica lehtineni Guseinov, Marusik & Koponen, 2005 — Azerbaijan
- Malthonica lenkoranica Guseinov, Marusik & Koponen, 2005 — Azerbaijan
- Malthonica lusitanica Simon, 1898 — dal Portogallo alla Francia
- Malthonica lyncea (Brignoli, 1978) — Turchia, Azerbaijan
- Malthonica maronita (Simon, 1873) — Siria, Libano, Israele
- Malthonica mediterranea (Levy, 1996) — Israele
- Malthonica minoa (Brignoli, 1976) — Creta
- Malthonica montana (Deltshev, 1993) — Bulgaria
- Malthonica nakhchivanica Guseinov, Marusik & Koponen, 2005 — Azerbaijan
- Malthonica nemorosa (Simon, 1916) — Francia, Italia, Bulgaria, Turchia
- Malthonica oceanica Barrientos & Cardoso, 2007 — Portogallo
- Malthonica pagana (C. L. Koch, 1840) — dall'Europa all'Asia centrale, dagli USA al Cile, Nuova Zelanda
  - Malthonica pagana urbana (Simon, 1875) — Europa
- Malthonica paraschiae Brignoli, 1984 — Grecia
- Malthonica parvula (Thorell, 1875) — Italia
- Malthonica pasquinii (Brignoli, 1978) — Turchia
- Malthonica picta (Simon, 1870) — Europa, Russia, Nordafrica
- Malthonica podoprygorai Kovblyuk, 2006 — Ucraina
- Malthonica pseudolyncea Guseinov, Marusik & Koponen, 2005 — Azerbaijan
- Malthonica ramblae (Barrientos, 1978) — Spagna, Portogallo
- Malthonica rilaensis (Deltshev, 1993) — Bulgaria
- Malthonica sardoa Brignoli, 1977 — Sardegna
- Malthonica sbordonii (Brignoli, 1971) — Italia
- Malthonica sicana Brignoli, 1976 — Sicilia
- Malthonica silvestris (L. Koch, 1872) — Europa, Russia
- Malthonica spinipalpis Deltshev, 1990 — Grecia
- Malthonica tyrrhenica (Dalmas, 1922) — Francia, Italia
- Malthonica vallei (Brignoli, 1972) — Libia
- Malthonica vomeroi (Brignoli, 1977) — Italia

## Melpomene
Melpomene O. P.-Cambridge, 1898
- Melpomene bicavata (F. O. P.-Cambridge, 1902) — Messico
- Melpomene bipunctata (Roth, 1967) — Trinidad
- Melpomene chiricana Chamberlin & Ivie, 1942 — Panama
- Melpomene coahuilana (Gertsch & Davis, 1940) — Messico
- Melpomene elegans O. P.-Cambridge, 1898 — Messico
- Melpomene panamana (Petrunkevitch, 1925) — Panama
- Melpomene penetralis (F. O. P.-Cambridge, 1902) — Costa Rica
- Melpomene plesia Chamberlin & Ivie, 1942 — Panama
- Melpomene quadrata (Kraus, 1955) — El Salvador
- Melpomene rita (Chamberlin & Ivie, 1941) — USA
- Melpomene singula (Gertsch & Ivie, 1936) — Messico
- Melpomene transversa (F. O. P.-Cambridge, 1902) — Messico

## Mistaria
Mistaria Lehtinen, 1967
- Mistaria leucopyga (Pavesi, 1883) — Africa orientale e centrale, Yemen
  - Mistaria leucopyga niangarensis (Lessert, 1927) — Africa orientale

## Neoramia
Neoramia Forster & Wilton, 1973
- Neoramia allanae Forster & Wilton, 1973 — Nuova Zelanda
- Neoramia alta Forster & Wilton, 1973 — Nuova Zelanda
- Neoramia charybdis (Hogg, 1910) — Nuova Zelanda
- Neoramia childi Forster & Wilton, 1973 — Nuova Zelanda
- Neoramia crucifera (Hogg, 1909) — Isole Auckland
- Neoramia finschi (L. Koch, 1872) — Nuova Zelanda
- Neoramia fiordensis Forster & Wilton, 1973 — Nuova Zelanda
- Neoramia hoggi (Forster, 1964) — Isole Campbell
- Neoramia hokina Forster & Wilton, 1973 — Nuova Zelanda
- Neoramia janus (Bryant, 1935) — Nuova Zelanda
- Neoramia koha Forster & Wilton, 1973 — Nuova Zelanda
- Neoramia komata Forster & Wilton, 1973 — Nuova Zelanda
- Neoramia mamoea Forster & Wilton, 1973 — Nuova Zelanda
- Neoramia marama Forster & Wilton, 1973 — Nuova Zelanda
- Neoramia margaretae Forster & Wilton, 1973 — Nuova Zelanda
- Neoramia matua Forster & Wilton, 1973 — Nuova Zelanda
- Neoramia minuta Forster & Wilton, 1973 — Nuova Zelanda
- Neoramia nana Forster & Wilton, 1973 — Nuova Zelanda
- Neoramia oroua Forster & Wilton, 1973 — Nuova Zelanda
- Neoramia otagoa Forster & Wilton, 1973 — Nuova Zelanda
- Neoramia raua Forster & Wilton, 1973 — Nuova Zelanda
- Neoramia setosa (Bryant, 1935) — Nuova Zelanda

## Neorepukia
Neorepukia Forster & Wilton, 1973
- Neorepukia hama Forster & Wilton, 1973 — Nuova Zelanda
- Neorepukia pilama Forster & Wilton, 1973 — Nuova Zelanda

## Neotegenaria
Neotegenaria Roth, 1967
- Neotegenaria agelenoides Roth, 1967 — Guyana

## Neowadotes
Neowadotes Alayón, 1995
- Neowadotes casabito Alayón, 1995 — Hispaniola

## Notiocoelotes
Notiocoelotes Wang, Xu & Li, 2008
- Notiocoelotes laosensis Wang, Xu & Li, 2008 — Laos
- Notiocoelotes lingulatus Wang, Xu & Li, 2008 — Cina
- Notiocoelotes membranaceus Liu & Li, 2010 — Cina
- Notiocoelotes orbiculatus Liu & Li, 2010 — Cina
- Notiocoelotes palinitropus (Zhu & Wang, 1994) — Cina
- Notiocoelotes parvitriangulus Liu, Li & Pham, 2010 — Vietnam
- Notiocoelotes pseudolingulatus Liu & Li, 2010 — Cina
- Notiocoelotes pseudovietnamensis Liu, Li & Pham, 2010 — Vietnam
- Notiocoelotes sparus (Dankittipakul, Chami-Kranon & Wang, 2005) — Thailandia
- Notiocoelotes spirellus Liu & Li, 2010 — Cina
- Notiocoelotes vietnamensis Wang, Xu & Li, 2008 — Vietnam

## Novalena
Novalena Chamberlin & Ivie, 1942
- Novalena annamae (Gertsch & Davis, 1940) — Messico
- Novalena approximata (Gertsch & Ivie, 1936) — Costa Rica
- Novalena attenuata (F. O. P.-Cambridge, 1902) — Messico, Guatemala
- Novalena bipartita (Kraus, 1955) — El Salvador
- Novalena calavera Chamberlin & Ivie, 1942 — USA
- Novalena costata (F. O. P.-Cambridge, 1902) — Costa Rica
- Novalena cuspidata (F. O. P.-Cambridge, 1902) — Messico
- Novalena idahoana (Gertsch, 1934) — USA
- Novalena intermedia (Chamberlin & Gertsch, 1930) — USA
- Novalena laticava (Kraus, 1955) — El Salvador
- Novalena lobata (F. O. P.-Cambridge, 1902) — Messico
- Novalena lutzi (Gertsch, 1933) — USA
- Novalena marginata (F. O. P.-Cambridge, 1902) — Messico
- Novalena nova (O. P.-Cambridge, 1896) — Guatemala
- Novalena orizaba (Banks, 1898) — Messico
- Novalena pina Chamberlin & Ivie, 1942 — USA
- Novalena tolucana (Gertsch & Davis, 1940) — Messico
- Novalena variabilis (F. O. P.-Cambridge, 1902) — Messico
- Novalena wawona Chamberlin & Ivie, 1942 — USA

## Olorunia
Olorunia Lehtinen, 1967
- Olorunia punctata Lehtinen, 1967 — Congo

## Oramia
Oramia Forster, 1964
- Oramia chathamensis (Simon, 1899) — Isole Chatham
- Oramia frequens (Rainbow, 1920) — Isole Lord Howe
- Oramia littoralis Forster & Wilton, 1973 — Nuova Zelanda
- Oramia mackerrowi (Marples, 1959) — Nuova Zelanda
- Oramia marplesi Forster, 1964 — Isole Auckland
- Oramia occidentalis (Marples, 1959) — Nuova Zelanda
- Oramia rubrioides (Hogg, 1909) — Australia, Nuova Zelanda
- Oramia solanderensis Forster & Wilton, 1973 — Nuova Zelanda

## Oramiella
Oramiella Forster & Wilton, 1973
- Oramiella wisei Forster & Wilton, 1973 — Nuova Zelanda

## Orepukia
Orepukia Forster & Wilton, 1973
- Orepukia alta Forster & Wilton, 1973 — Nuova Zelanda
- Orepukia catlinensis Forster & Wilton, 1973 — Nuova Zelanda
- Orepukia dugdalei Forster & Wilton, 1973 — Nuova Zelanda
- Orepukia egmontensis Forster & Wilton, 1973 — Nuova Zelanda
- Orepukia florae Forster & Wilton, 1973 — Nuova Zelanda
- Orepukia geophila Forster & Wilton, 1973 — Nuova Zelanda
- Orepukia grisea Forster & Wilton, 1973 — Nuova Zelanda
- Orepukia insula Forster & Wilton, 1973 — Nuova Zelanda
- Orepukia nota Forster & Wilton, 1973 — Nuova Zelanda
- Orepukia nummosa (Hogg, 1909) — Nuova Zelanda
- Orepukia orophila Forster & Wilton, 1973 — Nuova Zelanda
- Orepukia pallida Forster & Wilton, 1973 — Nuova Zelanda
- Orepukia poppelwelli Forster & Wilton, 1973 — Nuova Zelanda
- Orepukia prina Forster & Wilton, 1973 — Nuova Zelanda
- Orepukia rakiura Forster & Wilton, 1973 — Nuova Zelanda
- Orepukia redacta Forster & Wilton, 1973 — Nuova Zelanda
- Orepukia riparia Forster & Wilton, 1973 — Nuova Zelanda
- Orepukia sabua Forster & Wilton, 1973 — Nuova Zelanda
- Orepukia similis Forster & Wilton, 1973 — Nuova Zelanda
- Orepukia simplex Forster & Wilton, 1973 — Nuova Zelanda
- Orepukia sorenseni Forster & Wilton, 1973 — Nuova Zelanda
- Orepukia tanea Forster & Wilton, 1973 — Nuova Zelanda
- Orepukia tonga Forster & Wilton, 1973 — Nuova Zelanda
- Orepukia virtuta Forster & Wilton, 1973 — Nuova Zelanda

## Orumcekia
Orumcekia Koçak & Kemal, 2008
- Orumcekia gemata (Wang, 1994) — Cina, Vietnam
- Orumcekia jianhuii (Tang & Yin, 2002) — Cina
- Orumcekia lanna (Dankittipakul, Sonthichai & Wang, 2006) — Thailandia
- Orumcekia libo (Wang, 2003) — Cina
- Orumcekia mangshan (Zhang & Yin, 2001) — Cina
- Orumcekia pseudogemata (Xu & Li, 2007) — Cina
- Orumcekia satoi (Nishikawa, 2003) — Giappone
- Orumcekia sigillata (Wang, 1994) — Cina
- Orumcekia sigillata (Wang, 2003) — Cina

## Paramyro
Paramyro Forster & Wilton, 1973
- Paramyro apicus Forster & Wilton, 1973 — Nuova Zelanda
- Paramyro parapicus Forster & Wilton, 1973 — Nuova Zelanda

## Pireneitega
Pireneitega Kishida, 1955
- Pireneitega armeniaca (Brignoli, 1978) — Turchia
- Pireneitega bidens (Caporiacco, 1935) — Karakorum
- Pireneitega cottarellii (Brignoli, 1978) — Turchia
- Pireneitega fedotovi (Charitonov, 1946) — Uzbekistan
- Pireneitega garibaldii (Kritscher, 1969) — Italia
- Pireneitega involuta (Wang et al., 1990) — Cina
- Pireneitega liansui (Bao & Yin, 2004) — Cina
- Pireneitega luctuosa (L. Koch, 1878) — Russia, Asia centrale, Cina, Korea, Japan
- Pireneitega luniformis (Zhu & Wang, 1994) — Cina
- Pireneitega major (Kroneberg, 1875) — Uzbekistan, Tagikistan, Cina
- Pireneitega neglecta (Hu, 2001) — Cina
- Pireneitega pyrenaea (Simon, 1870) — Spagna, Francia
- Pireneitega segestriformis (Dufour, 1820) — Europa, Russia
- Pireneitega spasskyi (Charitonov, 1946) — Georgia, Azerbaigian
- Pireneitega spinivulva (Simon, 1880) — Russia, Cina, Corea, Giappone
- Pireneitega taishanensis (Wang et al., 1990) — Cina
- Pireneitega taiwanensis Wang & Ono, 1998 — Taiwan
- Pireneitega tianchiensis (Wang et al., 1990) — Cina
- Pireneitega triglochinata (Zhu & Wang, 1991) — Cina
- Pireneitega xinping Zhang, Zhu & Song, 2002 — Cina

## Platocoelotes
Platocoelotes Wang, 2002
- Platocoelotes ampulliformis Liu & Li, 2008 - Cina
- Platocoelotes bifidus Yin, Xu & Yan, 2010 - Cina
- Platocoelotes brevis Liu & Li, 2008 - Cina
- Platocoelotes daweishanensis Xu & Li, 2008 - Cina
- Platocoelotes furcatus Liu & Li, 2008 - Cina
- Platocoelotes globosus Xu & Li, 2008 - Cina
- Platocoelotes icohamatoides (Peng & Wang, 1997) — Cina
- Platocoelotes imperfectus Wang & Jäger, 2007 — Cina
- Platocoelotes impletus (Peng & Wang, 1997) — Cina
- Platocoelotes kailiensis Wang, 2003 — Cina
- Platocoelotes latus Xu & Li, 2008 - Cina
- Platocoelotes lichuanensis (Chen & Zhao, 1998) — Cina
- Platocoelotes paralatus Xu & Li, 2008 - Cina
- Platocoelotes polyptychus Xu & Li, 2007 — Cina
- Platocoelotes strombuliformis Liu & Li, 2008 - Cina
- Platocoelotes uenoi (Yamaguchi & Yaginuma, 1971) - Giappone
- Platocoelotes zhuchuandiani Liu & Li, 2012 - Cina

## Porotaka
Porotaka Forster & Wilton, 1973
- Porotaka detrita Forster & Wilton, 1973 — Nuova Zelanda
- Porotaka florae Forster & Wilton, 1973 — Nuova Zelanda

## Pseudotegenaria
Pseudotegenaria Caporiacco, 1934
- Pseudotegenaria parva Caporiacco, 1934 — Libia

## Robusticoelotes
Robusticoelotes Wang, 2002
- Robusticoelotes pichoni (Schenkel, 1963) — Cina
- Robusticoelotes sanmenensis (Tang, Yin & Zhang, 2002) — Cina

## Rualena
Rualena Chamberlin & Ivie, 1942
- Rualena alleni Chamberlin & Ivie, 1942 — USA
- Rualena avila Chamberlin & Ivie, 1942 — USA
- Rualena balboae (Schenkel, 1950) — USA
- Rualena cavata (F. O. P.-Cambridge, 1902) — Messico
- Rualena cockerelli Chamberlin & Ivie, 1942 — USA
- Rualena cruzana Chamberlin & Ivie, 1942 — USA
- Rualena goleta Chamberlin & Ivie, 1942 — USA
- Rualena magnacava Chamberlin & Ivie, 1942 — USA
- Rualena pasquinii Brignoli, 1974 — Messico
- Rualena rua (Chamberlin, 1919) — USA
- Rualena schlomitae García-Villafuerte, 2009 — Messico
- Rualena simplex (F. O. P.-Cambridge, 1902) — Guatemala
- Rualena surana Chamberlin & Ivie, 1942 — USA

## Spiricoelotes
Spiricoelotes Wang, 2002
- Spiricoelotes pseudozonatus Wang, 2003 — Cina
- Spiricoelotes urumensis (Shimojana, 1989) — Isole Ryukyu
- Spiricoelotes zonatus (Peng & Wang, 1997) — Cina

## Tamgrinia
Tamgrinia Lehtinen, 1967
- Tamgrinia alveolifera (Schenkel, 1936) — India, Cina
- Tamgrinia coelotiformis (Schenkel, 1963) — Cina
- Tamgrinia laticeps (Schenkel, 1936) — Cina
- Tamgrinia rectangularis Xu & Li, 2006 — Cina
- Tamgrinia semiserrata Xu & Li, 2006 — Cina
- Tamgrinia tibetana (Hu & Li, 1987) — Cina
- Tamgrinia tulugouensis Wang, 2000 — Cina

## Tararua
Tararua Forster & Wilton, 1973
- Tararua celeripes (Urquhart, 1891) — Nuova Zelanda
- Tararua clara Forster & Wilton, 1973 — Nuova Zelanda
- Tararua diversa Forster & Wilton, 1973 — Nuova Zelanda
- Tararua foordi Forster & Wilton, 1973 — Nuova Zelanda
- Tararua puna Forster & Wilton, 1973 — Nuova Zelanda
- Tararua ratuma Forster & Wilton, 1973 — Nuova Zelanda
- Tararua versuta Forster & Wilton, 1973 — Nuova Zelanda

## Tegecoelotes
Tegecoelotes Ovtchinnikov, 1999
- Tegecoelotes chikunii Okumura, Ono & Nishikawa, 2011 — Giappone
- Tegecoelotes corasides (Bösenberg & Strand, 1906) — Giappone
- Tegecoelotes dorsatus (Uyemura, 1936) — Giappone
- Tegecoelotes dysodentatus Zhang & Zhu, 2005 — Cina
- Tegecoelotes echigonis Nishikawa, 2009 — Giappone
- Tegecoelotes hibaensis Okumura, Ono & Nishikawa, 2011 — Giappone
- Tegecoelotes ignotus (Bösenberg & Strand, 1906) — Giappone
- Tegecoelotes michikoae (Nishikawa, 1977) — Giappone
- Tegecoelotes mizuyamae Ono, 2008 — Giappone
- Tegecoelotes otomo Nishikawa, 2009 — Giappone
- Tegecoelotes religiosus Nishikawa, 2009 — Giappone
- Tegecoelotes secundus (Paik, 1971) — Russia, Cina, Corea, Giappone
- Tegecoelotes tateyamaensis Nishikawa, 2009 — Giappone
- Tegecoelotes yogoensis Nishikawa, 2009 — Giappone

## Tegenaria
Tegenaria Latreille, 1804
- Tegenaria abchasica Charitonov, 1941 — Georgia
- Tegenaria achaea Brignoli, 1977 — Grecia
- Tegenaria adomestica Guseinov, Marusik & Koponen, 2005 — Azerbaijan
- Tegenaria advena (C. L. Koch, 1841) — Italia, Penisola balcanica
- Tegenaria africana Lucas, 1846 — Algeria
- Tegenaria agnolettii Brignoli, 1978 — Turchia
- Tegenaria agrestis (Walckenaer, 1802) — dall'Europa all'Asia centrale, USA, Canada
- Tegenaria angustipalpis Levy, 1996 — Israele
- Tegenaria animata Kratochvíl & Miller, 1940 — Montenegro
- Tegenaria antrorum Simon, 1916 — Francia
- Tegenaria ariadnae Brignoli, 1984 — Creta
- Tegenaria armigera Simon, 1873 — Corsica, Sardegna
- Tegenaria atrica C. L. Koch, 1843 — Europa, introdotta in Nordamerica
- Tegenaria averni Brignoli, 1978 — Turchia
- Tegenaria baronii Brignoli, 1977 — Italia
- Tegenaria barrientosi Bolzern, Crespo & Cardoso, 2009 — Portogallo
- Tegenaria bayeri Kratochvíl, 1934 — Bosnia-Erzegovina, Montenegro
- Tegenaria bayrami Kaya et al., 2010 — Turchia
- Tegenaria bithyniae Brignoli, 1978 — Bulgaria, Turchia
- Tegenaria blanda Gertsch, 1971 — Messico
- Tegenaria bosnica Kratochvíl & Miller, 1940 — Croazia, Bosnia-Erzegovina
- Tegenaria bucculenta (L. Koch, 1868) — Portogallo, Spagna
- Tegenaria capolongoi Brignoli, 1977 — Italia
- Tegenaria carensis Barrientos, 1981 — Spagna
- Tegenaria caverna Gertsch, 1971 — Messico
- Tegenaria cerrutii Roewer, 1960 — Sicilia
- Tegenaria chebana Thorell, 1897 — Myanmar
- Tegenaria chiricahuae Roth, 1968 — USA
- Tegenaria chumacenkoi Kovblyuk & Ponomarev, 2008 — Russia
- Tegenaria comnena Brignoli, 1978 — Turchia
- Tegenaria comstocki Gajbe, 2004 — India
- Tegenaria concolor Simon, 1873 — Siria
- Tegenaria cottarellii Brignoli, 1978 — Turchia
- Tegenaria decolorata Kratochvíl & Miller, 1940 — Croazia
- Tegenaria decora Gertsch, 1971 — Messico
- Tegenaria dentifera Kulczyn'ski, 1908 — Cipro
- Tegenaria domestica (Clerck, 1757) — specie cosmopolita
- Tegenaria domesticoides Schmidt & Piepho, 1994 — Isole Capo Verde
- Tegenaria duellica Simon, 1875 — Regione olartica
- Tegenaria elysii Brignoli, 1978 — Turchia
- Tegenaria faniapollinis Brignoli, 1978 — Turchia
- Tegenaria feminea Simon, 1870 — Portogallo, Spagna
- Tegenaria femoralis Simon, 1873 — Corsica, Italia
- Tegenaria flexuosa F. O. P.-Cambridge, 1902 — Messico
- Tegenaria florea Brignoli, 1974 — Messico
- Tegenaria forestieroi Brignoli, 1978 — Turchia
- Tegenaria fuesslini Pavesi, 1873 — Europa
- Tegenaria gertschi Roth, 1968 — Messico
- Tegenaria halidi Guseinov, Marusik & Koponen, 2005 — Azerbaijan
- Tegenaria hamid Brignoli, 1978 — Turchia
- Tegenaria hasperi Chyzer, 1897 — Croazia, Serbia
- Tegenaria hauseri Brignoli, 1979 — Grecia
- Tegenaria hemanginiae Reddy & Patel, 1992 — India
- Tegenaria henroti Dresco, 1956 — Sardegna
- Tegenaria herculea Fage, 1931 — Spagna
- Tegenaria hispanica Fage, 1931 — Spagna
- Tegenaria incognita Bolzern, Crespo & Cardoso, 2009 — Portogallo
- Tegenaria inermis Simon, 1870 — Spagna, Francia
- Tegenaria ismaillensis Guseinov, Marusik & Koponen, 2005 — Azerbaijan
- Tegenaria karaman Brignoli, 1978 — Turchia
- Tegenaria labyrinthi Brignoli, 1984 — Creta
- Tegenaria lapicidinarum Spassky, 1934 — Russia, Ucraina
- Tegenaria levantina Barrientos, 1981 — Spagna
- Tegenaria longimana Simon, 1898 — Turchia, Georgia
- Tegenaria lunakensis Tikader, 1964 — Nepal
- Tegenaria maderiana Thorell, 1875 — Madeira
- Tegenaria maelfaiti Bosmans, 2011 — Grecia
- Tegenaria mamikonian Brignoli, 1978 — Turchia
- Tegenaria marinae Brignoli, 1971 — Italia
- Tegenaria maroccana Denis, 1956 — Marocco
- Tegenaria melbae Brignoli, 1972 — Turchia
- Tegenaria mercanturensis Bolzern & Hervé, 2010 — Francia
- Tegenaria mexicana Roth, 1968 — Messico
- Tegenaria michae Brignoli, 1978 — Libano
- Tegenaria mirifica Thaler, 1987 — Svizzera, Austria
- Tegenaria montigena Simon, 1937 — Portogallo, Spagna
- Tegenaria nervosa Simon, 1870 — Francia
- Tegenaria oribata Simon, 1916 — Francia
- Tegenaria osellai Brignoli, 1971 — Italia
- Tegenaria paragamiani Deltshev, 2008 — Grecia
- Tegenaria parietina (Fourcroy, 1785) — Europa, dal Nordafrica all'Asia centrale, Uruguay, Argentina
- Tegenaria parmenidis Brignoli, 1971 — Italia
- Tegenaria percuriosa Brignoli, 1972 — Turchia
- Tegenaria pieperi Brignoli, 1979 — Creta
- Tegenaria pontica Charitonov, 1947 — Georgia
- Tegenaria racovitzai Simon, 1907 — Europa meridionale
- Tegenaria regispyrrhi Brignoli, 1976 — Bulgaria, Grecia, Penisola balcanica
- Tegenaria rhodiensis Caporiacco, 1948 — Rodi, Turchia
- Tegenaria rothi Gertsch, 1971 — Messico
- Tegenaria saeva Blackwall, 1844 — Europa occidentale, Canada
- Tegenaria schmalfussi Brignoli, 1976 — Creta
- Tegenaria scopifera Barrientos, Ribera & Pons, 2002 — Isole Baleari
- Tegenaria selva Roth, 1968 — Messico
- Tegenaria shillongensis Barman, 1979 — India
- Tegenaria talyshica Guseinov, Marusik & Koponen, 2005 — Azerbaijan
- Tegenaria taprobanica Strand, 1907 — Sri Lanka
- Tegenaria taurica Charitonov, 1947 — Ucraina, Georgia
- Tegenaria tekke Brignoli, 1978 — Turchia
- Tegenaria tlaxcala Roth, 1968 — Messico
- Tegenaria tridentina L. Koch, 1872 — Europa
- Tegenaria trinacriae Brignoli, 1971 — Sicilia
- Tegenaria velox Chyzer, 1897 — Romania
- Tegenaria vidua Cárdenas & Barrientos, 2011 — Spagna
- Tegenaria vignai Brignoli, 1978 — Turchia
- Tegenaria wittmeri Brignoli, 1978 — Bhutan
- Tegenaria xenophontis Brignoli, 1978 — Turchia
- Tegenaria zagatalensis Guseinov, Marusik & Koponen, 2005 — Azerbaijan

## Textrix
Textrix Sundevall, 1833
- Textrix caudata L. Koch, 1872 — Mediterraneo, introdotto in Europa centrale
- Textrix chyzeri de Blauwe, 1980 — Europa orientale
- Textrix denticulata (Olivier, 1789) — Europa
- Textrix intermedia Wunderlich, 2008 — Francia
- Textrix nigromarginata Strand, 1906 — Etiopia
- Textrix pinicola Simon, 1875 — dal Portogallo all'Italia
- Textrix rubrofoliata Pesarini, 1990 — Sicilia

## Tikaderia
Tikaderia Lehtinen, 1967
- Tikaderia psechrina (Simon, 1906) — Himalaya

## Tonsilla
Tonsilla Wang & Yin, 1992
- Tonsilla defossa Xu & Li, 2006 — Cina
- Tonsilla eburniformis Wang & Yin, 1992 — Cina
- Tonsilla imitata Wang & Yin, 1992 — Cina
- Tonsilla lyrata (Wang et al., 1990) — Cina
- Tonsilla makros Wang, 2003 — Cina
- Tonsilla tautispina (Wang et al., 1990) — Cina
- Tonsilla truculenta Wang & Yin, 1992 — Cina
- Tonsilla variegata (Wang et al., 1990) — Cina

## Tortolena
Tortolena Chamberlin & Ivie, 1941
- Tortolena dela Chamberlin & Ivie, 1941 — USA
- Tortolena glaucopis (F. O. P.-Cambridge, 1902) — dal Messico alla Costa Rica

## Tuapoka
Tuapoka Forster & Wilton, 1973
- Tuapoka cavata Forster & Wilton, 1973 — Nuova Zelanda
- Tuapoka ovalis Forster & Wilton, 1973 — Nuova Zelanda

## Urocoras
Urocoras Ovtchinnikov, 1999
- Urocoras longispinus (Kulczynski, 1897) — Europa centrale e orientale
- Urocoras matesianus (de Blauwe, 1973) — Italia
- Urocoras munieri (Simon, 1880) — Slovenia, Croazia
- Urocoras nicomedis (Brignoli, 1978) — Turchia
- Urocoras phthisicus (Brignoli, 1978) — Turchia

## Wadotes
Wadotes Chamberlin, 1925
- Wadotes bimucronatus (Simon, 1898) — USA
- Wadotes calcaratus (Keyserling, 1887) — USA, Canada
- Wadotes carinidactylus Bennett, 1987 — USA
- Wadotes deceptis Bennett, 1987 — USA
- Wadotes dixiensis Chamberlin, 1925 — USA
- Wadotes georgiensis Howell, 1974 — USA
- Wadotes hybridus (Emerton, 1890) — USA, Canada
- Wadotes mumai Bennett, 1987 — USA
- Wadotes saturnus Bennett, 1987 — USA
- Wadotes tennesseensis Gertsch, 1936 — USA
- Wadotes willsi Bennett, 1987 — USA